# جايسون بنت
جايسون بنت (8 مارس 1977 في كندا - ) هو مدرب كرة قدم ولاعب كرة قدم كندي في مركز الوسط. شارك مع منتخب كندا تحت 17 سنة لكرة القدم ومنتخب كندا تحت 20 سنة لكرة القدم ومنتخب كندا تحت 23 سنة لكرة القدم ومنتخب كندا لكرة القدم. أما مع النوادي، فقد لعب مع كولورادو رابيدز ونادي بليموث أرجايل ونادي كوبنهاغن وFSV Zwickau ‏.

## وصلات خارجية
- جايسون بنت على موقع الاتحاد الدولي (مؤرشف)  (الإنجليزية)
- جايسون بنت على موقع الدوري الأمريكي (الإنجليزية)
- جايسون بنت على موقع قاعدة بيانات كرة القدم.إي يو (الإنجليزية)
- جايسون بنت على موقع ناشيونال فوتبول تيمز (الإنجليزية)
- جايسون بنت على موقع Soccerbase.com (لاعب) (الإنجليزية)